# Marcelo Flores
Marcelo Flores Dorrell (Georgetown, 1º ottobre 2003) è un calciatore messicano, centrocampista del Tigres UANL e della nazionale messicana.

## Biografia
È nato in Canada da madre canadese, di origini inglesi, e Rubén Flores, ex calciatore messicano.

## Carriera

### Club
Cresciuto nel settore giovanile dell'Ipswich Town, nel 2019 Flores viene acquistato dall'Arsenal, che lo aggrega alle proprie giovanili.
Non riuscendo a trovare spazio in prima squadra, il 20 luglio 2022 passa in prestito al Real Oviedo, formazione militante nella seconda divisione spagnola.
Il 10 settembre 2023, Flores viene ingaggiato a titolo definitivo dal Tigres UANL, nella Liga MX, con cui firma un contratto quadriennale.

### Nazionale
Ha giocato nella nazionale messicana Under-20.
L'8 dicembre 2021, Flores ha esordito con la nazionale maggiore messicana, disputando l'amichevole pareggiata per 2-2 contro il Cile.

## Statistiche

### Presenze e reti nei club
Statistiche aggiornate al 22 settembre 2022.
| Stagione        | Squadra         | Campionato      | Campionato | Campionato | Coppe nazionali | Coppe nazionali | Coppe nazionali | Coppe continentali | Coppe continentali | Coppe continentali | Altre coppe | Altre coppe | Altre coppe | Totale | Totale |
| Stagione        | Squadra         | Comp            | Pres       | Reti       | Comp            | Pres            | Reti            | Comp               | Pres               | Reti               | Comp        | Pres        | Reti        | Pres   | Reti   |
| --------------- | --------------- | --------------- | ---------- | ---------- | --------------- | --------------- | --------------- | ------------------ | ------------------ | ------------------ | ----------- | ----------- | ----------- | ------ | ------ |
| 2022-2023       | Real Oviedo     | SD              | 5          | 0          | CR              | 0               | 0               |                    | -                  | -                  |             | -           | -           | 5      | 0      |
| Totale carriera | Totale carriera | Totale carriera | 5          | 0          |                 | 0               | 0               |                    | -                  | -                  |             | -           | -           | 5      | 0      |

### Cronologia presenze e reti in nazionale
| Cronologia completa delle presenze e delle reti in nazionale ― Messico | Cronologia completa delle presenze e delle reti in nazionale ― Messico | Cronologia completa delle presenze e delle reti in nazionale ― Messico | Cronologia completa delle presenze e delle reti in nazionale ― Messico | Cronologia completa delle presenze e delle reti in nazionale ― Messico | Cronologia completa delle presenze e delle reti in nazionale ― Messico | Cronologia completa delle presenze e delle reti in nazionale ― Messico | Cronologia completa delle presenze e delle reti in nazionale ― Messico |
| Data                                                                   | Città                                                                  | In casa                                                                | Risultato                                                              | Ospiti                                                                 | Competizione                                                           | Reti                                                                   | Note                                                                   |
| ---------------------------------------------------------------------- | ---------------------------------------------------------------------- | ---------------------------------------------------------------------- | ---------------------------------------------------------------------- | ---------------------------------------------------------------------- | ---------------------------------------------------------------------- | ---------------------------------------------------------------------- | ---------------------------------------------------------------------- |
| 8-12-2021                                                              | Austin                                                                 | Messico                                                                | 2 – 2                                                                  | Cile                                                                   | Amichevole                                                             | -                                                                      | 83’                                                                    |
| 27-4-2022                                                              | Orlando                                                                | Messico                                                                | 0 – 0                                                                  | Guatemala                                                              | Amichevole                                                             | -                                                                      | 61’                                                                    |
| 11-6-2022                                                              | Torreón                                                                | Messico                                                                | 3 – 0                                                                  | Suriname                                                               | CONCACAF Nations League 2022-2023 - 1º turno                           | -                                                                      | 81’                                                                    |
| Totale                                                                 |                                                                        | Presenze                                                               | 3                                                                      |                                                                        | Reti                                                                   | 0                                                                      |                                                                        |

## Palmarès
- Campeones Cup: 1

Tigres UANL: 2023